# Hans Rudolf Spillmann
Hans Rudolf Spillmann, né le 7 janvier 1932 à Zollikon et mort le 11 juin 2024 à Zurich, est un tireur sportif suisse.

## Palmarès

### Jeux olympiques
- 1960 à Rome
  -  Médaille d'argent en 300m carabine trois positions [2]